# Koripallon miesten SM-sarjakausi 1968-1969
La Koripallon miesten SM-sarjakausi 1968-1969 è stata la 29ª edizione del massimo campionato finlandese di pallacanestro maschile. La vittoria finale è stata ad appannaggio del Tapion Honka.

## Risultati

### Stagione regolare
|     | Squadra              | G  | V  | P  | PF   | PS   | Pt. | Qualificazione |
| --- | -------------------- | -- | -- | -- | ---- | ---- | --- | -------------- |
| 1.  | Tapion Honka         | 18 | 17 | 1  | 1568 | 1194 | 34  |                |
| 2.  | Hels. Kisa-Toverit   | 18 | 15 | 3  | 1406 | 1155 | 30  |                |
| 3.  | Helsingin NMKY       | 18 | 12 | 6  | 1333 | 1220 | 24  |                |
| 4.  | Karkkilan Urheilijat | 18 | 11 | 7  | 1352 | 1335 | 22  |                |
| 5.  | Pantterit            | 18 | 8  | 10 | 1264 | 1337 | 16  |                |
| 6.  | KTP-Basket           | 18 | 7  | 11 | 1283 | 1325 | 14  |                |
| 7.  | ToPo Helsinki        | 18 | 7  | 11 | 1192 | 1271 | 14  |                |
| 8.  | Turun Riento         | 18 | 6  | 12 | 1176 | 1370 | 12  |                |
| 9.  | Kankaantaan Kisa     | 18 | 4  | 14 | 1312 | 1435 | 8   | retrocesse     |
| 10. | Työväen Maila-Pojat  | 18 | 3  | 15 | 1173 | 1416 | 6   | retrocesse     |

| Koripallon miesten SM-sarjakausi 1968-1969 |
| ------------------------------------------ |
| Tapion Honka 2º titolo                     |

## Formazione vincitrice
| N° | Naz.                 | Ruolo | Sportivo         |  | Alt. |  |
| -- | -------------------- | ----- | ---------------- |  | ---- |  |
|    | Finlandia (bandiera) | C     | Uolevi Manninen  |  | 202  |  |
|    | Finlandia (bandiera) |       | Kari Lahti       |  |      |  |
|    | Finlandia (bandiera) |       | Erkki Turunen    |  |      |  |
|    | Finlandia (bandiera) |       | Kari Rönnholm    |  |      |  |
|    | Finlandia (bandiera) |       | Jussi Keto       |  |      |  |
|    | Finlandia (bandiera) |       | Lars Karell      |  |      |  |
|    | Finlandia (bandiera) |       | Jorma Pilkevaara |  |      |  |
|    | Finlandia (bandiera) |       | Pertti Tuomarla  |  |      |  |
|    | Finlandia (bandiera) |       | Jyrki Immonen    |  |      |  |
|    | Finlandia (bandiera) |       | Mauno Pennanen   |  |      |  |
|    | Finlandia (bandiera) |       | Matti Nenonen    |  |      |  |
|    | Finlandia (bandiera) | G     | Seppo Kuusela    |  | 182  |  |
|    | Finlandia (bandiera) |       | Jaakko Stillman  |  |      |  |
|    | Finlandia (bandiera) | All.  |                  |  |      |  |